# Stajenczynki
Stajenczynki – wieś w Polsce położona w województwie kujawsko-pomorskim, w powiecie toruńskim, w gminie Obrowo.
| SIMC    | Nazwa      | Rodzaj    |
| ------- | ---------- | --------- |
| 0847713 | Dominikowo | część wsi |
| 0847720 | Żeleźniki  | część wsi |

W latach 1975–1998 miejscowość administracyjnie należała do województwa toruńskiego.